# Galoli

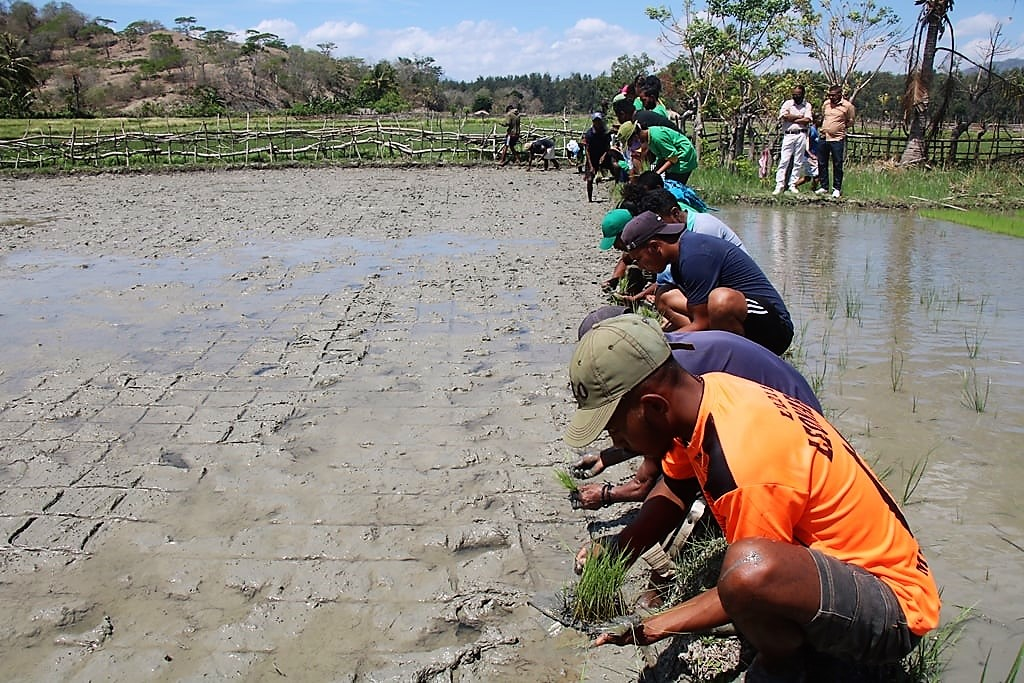
Reispflanzen in Haturalan, wo 87 % der Einwohner Galoli-Muttersprachler sind

Die Galoli (Lo'ok, Galole, Galolen, Glolen, Galóli) sind eine Ethnie mit mehr als 16.000 Angehörigen. Sie leben hauptsächlich in Osttimor an der Nordküste der Gemeinde Manatuto. Sie sprechen die austronesische Sprache Galoli, die in Osttimor den Status einer Nationalsprache hat. 16.266 Einwohner Osttimors geben sie als ihre Muttersprache an.
Einige Bewohner der Südküste der indonesischen Insel Wetars sprechen ebenfalls Galoli. Sie sind die Nachkommen von Timoresen, die hier eine Kolonie gründeten. Ihr Dialekt Talo ist immer noch für Galoli aus Timor verständlich.
Die Galoli sind eine von drei Gruppen in Osttimor die matriarchal organisiert sind.

„Galoli-Sprecher“ aus verschiedenen Regionen im Álbum Fontoura (vor 1940)
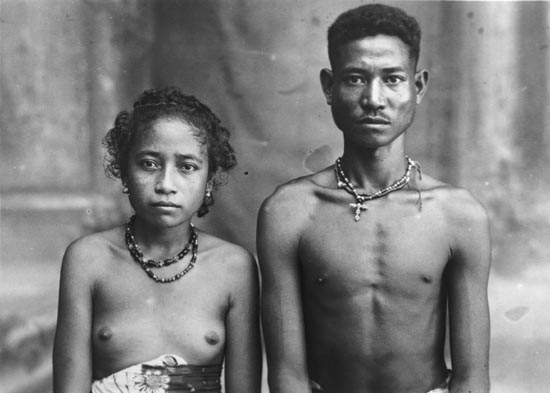
Vemasse
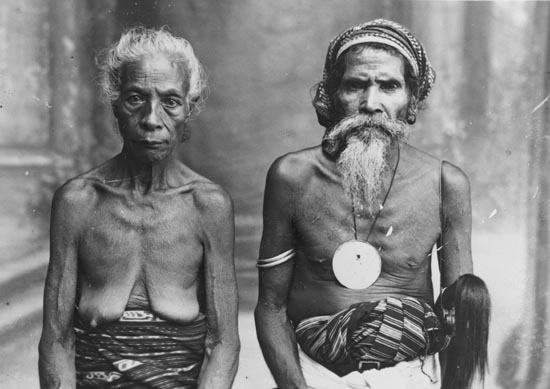
Manatuto
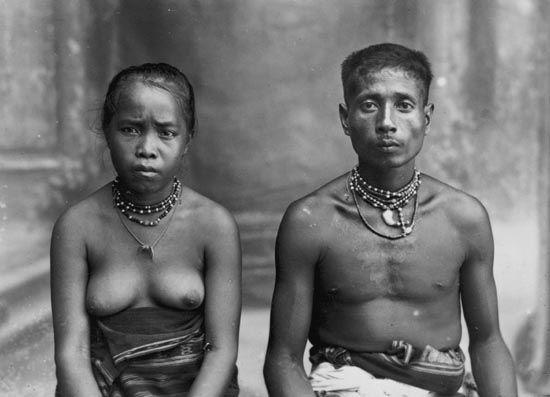
Laleia
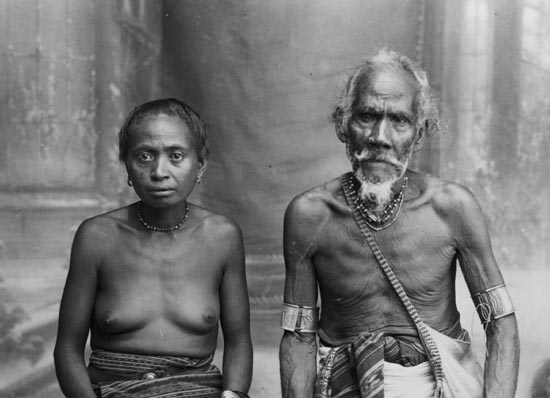
Laclo
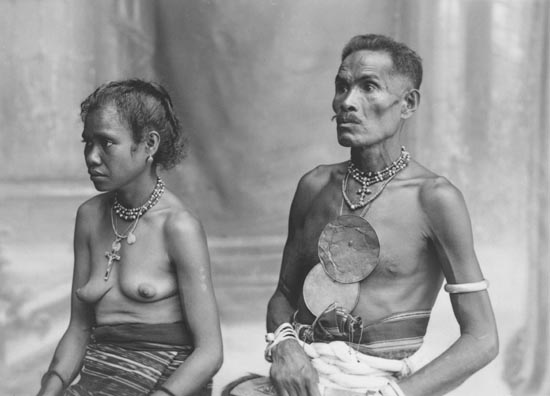
Baucau
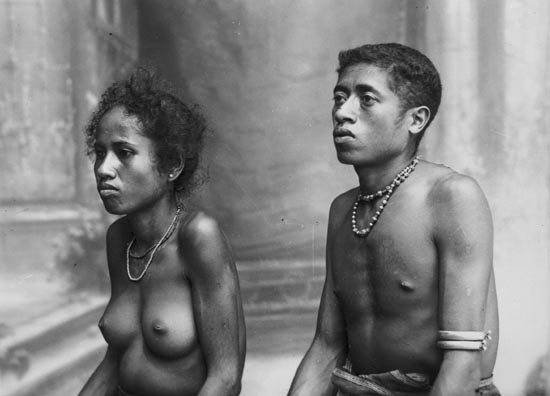
Barique